# Artur Odescalchi
Artur Fürst Odescalchi von Szerém (* 21. Juli 1836 in Szolcsány, Komitat Nyitra; † 9. Januar 1924 in Kremnica) war ein ungarischer Politiker und Historiker. Sein Besitz lag in Szkicó bei Aranyosmarót im Komitat Bars.

## Leben
Odescalchi studierte an der Königlichen Ungarischen Universität, der Universität Wien und der Universität Leipzig Rechtswissenschaft und Geschichte. Mit Werner von Watzdorf und Gustav von Metzsch wurde er 1856 im Corps Misnia Leipzig aktiv. Er diente ab 1859 in der Päpstlichen Armee und wurde Hauptmann. Von 1868 bis 1873 war er Hauptmann in der neu aufgestellten Honvéd. Später wurde er kaiserlich-königlicher Kämmerer. Er befasste sich vor allem mit historischen Studien und war 1867 Gründungsmitglied der Ungarischen Historischen Gesellschaft. Er publizierte Quellen aus dem 14. bis 17. Jahrhundert und schrieb Abhandlungen zur Genealogie und Kulturgeschichte. Für die Unabhängigkeitspartei zog er 1878 als Abgeordneter des Wahlbezirks Tapolca im Komitat Zala in den Reichstag. Ab 1886 war parteiloser Abgeordneter für den Wahlbezirk Vágvecse im Komitat Nyitra. Zehn Jahre später wurde er Mitglied des Magnatenhauses.